# تایان (شهرستان بادکند)
تایان (به لاتین: Tayan) یک روستا در قرقیزستان است که در شهرستان بادکند واقع شده‌است. تایان ۱٬۳۰۸ نفر جمعیت دارد و ۱٬۵۲۷ متر بالاتر از سطح دریا واقع شده‌است.